# Musée de l'Ara Pacis
Le Musée de l'Ara Pacis (ou Museo dell'Ara Pacis en italien) est un musée municipal de la ville de Rome, abritant l'Ara Pacis, l'Autel de la Paix d'Auguste. Le bâtiment actuel est l’œuvre de l'architecte Richard Meier.

## Bâtiment
Œuvre de Richard Meier, construite en acier, travertin, verre et stuc, il s'agit de la première grande intervention architecturale et urbanistique réalisée dans le centre historique de Rome depuis l'époque du Fascisme. Cette structure a un caractère triomphal avec des références évidentes au style impérial romain. Elle émerge surélevée par rapport à la rue et met en lumière le Mausolée d'Auguste sur sa gauche tandis que ses grandes superficies vitrées permettent d'admirer l'Ara Pacis avec des conditions lumineuses idéales.
La couleur blanche est la marque de fabrique de Richard Meier. Les dalles de travertin qui décorent une partie de l'édifice sont quant à elles le fruit des modifications apportées par l'architecte en cours de construction (l'installation de plaques d'aluminium avait été envisagée à l'origine) après un réexamen du projet, à la suite des polémiques qui ont émergé de la part des nombreux nostalgiques de l'ancien bâtiment-écrin construit en 1938 au moment de la réalisation de la piazza Augusto Imperatore, par l'architecte Vittorio Ballio Morpurgo (it).
L'ambitieux projet de Meier entend s'insérer dans le cœur de la ville, en devenant un centre névralgique et d'échange, grâce à son parvis, doté de marches et de bassins.

## Histoire
Conçu par l'architecte Richard Meier, le complexe a été inauguré et ouvert au public, après sept ans de travaux, le 21 avril 2006 à l'occasion du Natale di Roma, date anniversaire de sa fondation légendaire.
Dans la nuit du 31 mai au 1er juin 2009, le mur blanc extérieur du musée a été recouvert de peinture verte et rouge, et un toilette a été posé au pied du mur.
Le 12 décembre 2009, un groupe d'activistes de Earth First!, en parallèle avec la Conférence de Copenhague sur le climat, ont teinté de vert la fontaine et ont affiché sur le bâtiment, du côté de la Via Tomacelli, une banderole «Earth First! Act Now». Les employés et les amateurs du Musée sont immédiatement intervenus pour retirer la banderole et vider la fontaine. En réaction, le Sovraintendente aux Biens Culturels de la Ville de Rome, Umberto Broccoli, a invité "ceux qui manifestent de cette manière leurs propres, mais aussi partagées, préoccupations pour le sort du climat de la planète de le faire avec un plus grand sens civique et dans le respect des monuments de Rome et de ceux qui travaillent pour leur protection et leur valorisation".

## Critiques et controverses
Le bâtiment a été accueilli avec des avis très contrastés. Le New York Times l'a défini comme un « flop » et le critique d'art Vittorio Sgarbi y a vu « une pompe à essence texane au cœur d'un des plus importants centres historiques du monde », ainsi que le premier pas vers une « internationalisation » de la Ville Eternelle.
Toutefois, ce jugement n'a été nullement unanime. Le critique Achille Bonito Oliva a, par exemple, apprécié le projet de Meier ; l'architecte Antonino Saggio a lui aussi donné un avis positif : « l'ouverture d'un chantier dans le centre de Rome représente un évènement pour la ville, actuellement caractérisée par des interventions temporaires et par une tendance à la muséalisation ».
Dans une de ses premières déclarations après son élection comme maire de Rome, en avril 2008, Gianni Alemanno avait annoncé son intention de renoncer au bâtiment-écrin de Meier, que la droite romaine a toujours critiqué ; Alemanno a néanmoins précisé plus tard que l'aménagement du Musée de l'Ara Pacis n'était en aucun cas une des priorités de son programme.

## Source
- (it) Cet article est partiellement ou en totalité issu de l’article de Wikipédia en italien intitulé « Museo dell'Ara Pacis » (voir la liste des auteurs).